# KnockToon
株式会社ノックトゥーン（英: KnockToon inc.）は、東京都千代田区に本社を置く、ウェブトゥーン、漫画、イラスト、シナリオ等の制作会社。

## 概要
2022年、手塚憲一（漫画家、ペンネーム：桐木憲一）を代表取締役社長として設立。同社はCrico株式会社のマンガセクションであった部署を法人化したものである。主な事業として、ウェブトゥーン、イラスト、シナリオ制作を行う。
企業ロゴ制作は現代アーティストの山田和幸が製作。企業プロモーションビデオの監督は寺内康太朗が担当している。
- 2022年8月、株式会社ノックトゥーン設立。ウェブトゥーン、漫画、イラスト、シナリオ等の制作事業を開始。
- 2022年12月15日、主要株主の変更を発表。Crico代表取締役の市川剛実が保有していた全株を、二見書房代表取締役の堀内速人が取得した。また、株主の変更に伴い市川剛実、福島道宣は取締役を退任。堀内速人が代表取締役副社長に就任した[2]。
- 2023年1月より本社所在地を東京都千代田区神田三崎町に移転した[3]。
- 2023年6月29日、手塚憲一が取締役を辞任した。

## 事業内容
- 漫画事業
- ウェブトゥーン事業
- イラスト事業
- シナリオ事業